# Alice Herz-Sommer
Alice Herz, también conocida como Alice Sommer (Praga, 26 de noviembre de 1903-Londres, 23 de febrero de 2014), fue una pianista judía, profesora de música, y supercentenaria de Bohemia, y una superviviente del campo de concentración de Theresienstadt. Una de las pocas personas supercentenarias conocidas por razones distintas a su longevidad, vivió en Belsize Park, Londres, desde 1986 hasta su muerte, a la edad de 110 años. Ha sido la mujer superviviente del Holocausto que ha alcanzado mayor edad en el mundo, solo superada por Yisrael Kristal (varón).
Una película sobre su vida, The Lady in Number 6, fue nominada y ganadora del Premio de la Academia al Mejor Cortometraje Documental. Asimismo aparece en el documental de Daniel Hope, Refugio en la música, sobre su actuación en Terezín.

## Otras lecturas
- Muller, Melissa and Piechocki , Reinhard (2007) A Garden of Eden in Hell: The Life of Alice Herz-Sommer]. Macmillan; illustrated edition ISBN 978-0-230-52802-4
- Alice's Piano: The Life of Alice Herz-Sommer